# Carte de séjour compétences et talents
En France, la carte de séjour compétences et talents était un titre de séjour qui a été créé par une loi du 24 juillet 2006, avant d'être supprimé en 2016. Elle a été remplacée par la carte de séjour Passeport Talent.
Elle était destinée à l'étranger qui, du fait de ses compétences et de ses talents, contribuerait au développement économique ou au rayonnement intellectuel, scientifique, culturel, humanitaire ou sportif de la France et du pays dont il a la nationalité.  
Selon Nicolas Sarkozy, elle était destinée aux « personnes dont la présence est une chance pour la France, mais n'est pas vitale pour leur pays d’origine [.] Elle sera délivrée à des informaticiens indiens, mais pas à des médecins béninois, car leur pays a besoin d'eux ».
« Il s’agit d’organiser non pas un pillage des cerveaux mais une circulation des compétences », affirmait le ministre de l’Immigration et de l'Identité nationale, Brice Hortefeux en 2007.

## Conditions d'attribution
La carte « compétences et talents » était attribuée au vu du contenu et de la nature du projet du demandeur et de l'intérêt de ce projet pour la France et pour son pays d'origine. 
La Commission nationale des compétences et des talents déterminait chaque année les critères de délivrance de la carte parmi lesquelles on peut notamment citer la localisation, le secteur d'activité du projet du demandeur et sa capacité à le réaliser.
L'ambassade, le consulat ou le préfet participait à l'évaluation du projet en tenant compte des critères fixés par la commission. 
La carte était accordée pour une durée de trois ans renouvelable. Toutefois, pour les ressortissants d'un pays de la zone de solidarité prioritaire, le renouvellement de la carte était limité à une fois.

## Effets de la carte
- Droit de travailler : avec la carte « compétences et talents » l'étranger peut exercer toute activité professionnelle de son choix en lien avec son projet ou son activité. Le ressortissant d'un pays de la zone de solidarité prioritaire doit participer à une action de coopération ou d'investissement économique avec son pays d'origine.

- Droit au séjour des membres de famille : le conjoint et les enfants majeurs ou mineurs de 16 ans bénéficient de plein droit d'une carte de séjour temporaire « vie privée et familiale ».